# Szatan z siódmej klasy
Szatan z siódmej klasy – powieść dla młodzieży Kornela Makuszyńskiego. Głównym bohaterem jest Adam Cisowski, mądry i logicznie myślący chłopiec z żyłką detektywistyczną. Powieść opowiada o tajemnicy z czasów wojen napoleońskich – zagadce, którą Adaś, wraz z rodziną Gąsowskich, będzie musiał rozwiązać.

## Fabuła
Akcja rozgrywa się w Warszawie i w fikcyjnej wsi Bejgoła, położonej niedaleko Wilna. Czas fabularny obejmuje okres współczesny dacie powstania powieści (1937) oraz wydarzenia, o których dowiaduje się Adaś z „Rękopisu Księdza Koszyczka”, dotyczą one wojny francusko-rosyjskiej (1812–1813), kiedy to na początku 1813 r. w dworku w Bejgole zamieszkał Francuz z rozbitej armii napoleońskiej. Główne wątki w utworze to szkolne kłopoty, historia rodu Gąsowskich, poszukiwanie skarbu. Jest to powieść młodzieżowa, zawierająca również elementy powieści detektywistycznej.

### Bohaterowie

#### Pierwszoplanowi
- Adam Cisowski – sprytny i bystry uczeń siódmej klasy gimnazjum, o przezwisku „Szatan”; dzięki swej niepospolitej bystrości odgadł metodę pytania profesora historii, za rok miał zdawać maturę, rozwiązał zagadkę złodziei drzwi,
- profesor Paweł Gąsowski – nauczyciel historii, wielbiciel Napoleona, autor przezwiska Adasia; uczył i pytał wedle własnej metody, którą odkrył Adaś,
- Iwo Gąsowski – brat Pawła Gąsowskiego, gospodarz dworku w Bejgole, ojciec Wandy, matematyk
- Ewa Gąsowska – żona Iwona Gąsowskiego, gospodyni dworku w Bejgole, wiecznie z katarem,
- Wanda Gąsowska – córka państwa Gąsowskich o pięknych fiołkowych oczach, które uwielbiał Adaś,
- fałszywy malarz – człowiek, który kradł drzwi z dworku, złodziej „Rękopisu Księdza Koszyczka”.

#### Drugoplanowi
- ojciec Adasia – lekarz,
- matka Adasia – gospodyni, „(...) przedobra kobieta, która (...) miała na głowie cały dom”,
- czworo rodzeństwa Adasia – "rozwścieczona czwórka", dwie siostry i dwóch braci,
- Staszek Burski – przyjaciel Adasia z jednej ławki,
- Chudzielec, Garbaty – współpracownicy fałszywego malarza,
- Francuz – dobry człowiek, który przypadkiem wpadł na trop skarbu Kamila de Berier; był z Adasiem uwięziony w piwnicy,
- ksiądz Kazuro – proboszcz w Bejgole.

#### Bohaterowie z 1813 r.
- pan Gąsowski – dawny gospodarz dworku w Bejgole, mąż Domiceli,
- pani Domicela Gąsowska – dawna gospodyni w dworku w Bejgole,
- ksiądz Koszyczek – autor rękopisu, w którym opisywał m.in. dzieje wojny francusko-rosyjskiej,
- Kamil de Berier – ranny oficer, ukrył skarb w parku w Bejgole,
- adiutant Kamila de Berier – miał dostarczyć list Armandowi de Berier,
- Armand de Berier – niewystępujący bezpośrednio w utworze brat Kamila de Berier, poległy pod Waterloo.

## Ekranizacje
- Szatan z siódmej klasy – nieukończony film polski z 1939 roku.
- Szatan z siódmej klasy – film polski z 1960 roku.
- Szatan z siódmej klasy – film polski z 2006 roku.
- Szatan z siódmej klasy – polski serial telewizyjny z 2006 roku, na podstawie filmu.

## Zaginiona kontynuacja
Po wydaniu Szatana z siódmej klasy i pozytywnym odbiorze książki, Kornel Makuszyński napisał jej kontynuację, Drugie wakacje Szatana. Akcja rozgrywała się rok później (w Szatanie z siódmej klasy Adam Cisowski był rok przed maturą). Rękopis książki, która miała się ukazać w grudniu 1939 r., spłonął podczas oblężenia Warszawy we wrześniu, w zbombardowanym warszawskim mieszkaniu Makuszyńskiego. W warunkach okupacyjnych, nie mając szans na wydanie książki, a także po wojnie, gdy władze komunistyczne obłożyły go zakazem publikacji, pisarz nie zdecydował się na odtworzenie powieści.

## Odbiór i analiza
W Polsce książkę dodano do listy lektur szkolnych już w 1959 roku (lista ta obowiązywała do reform z lat 1963–1970 roku). Była też lekturą dla klasy VII po reformie szkolnictwa i modyfikacji listy lektur w połowie lat 80. W latach 1999–2006 nie było listy lektur dla tych klas, ale książka ta pojawiła się znowu w propozycji lektur dla klas I–III dla roku 2007/2008. Od 2009 pozycja była lektura dla klas IV–VI (lista ta obowiązywała do reformy z roku 2017).

## Wydania w innych językach
Książka została przetłumaczona na kilka języków m.in. hebrajski, francuski, białoruski. W 2024 ukazał się przekład na język angielski Pawła Szczerkowskiego i Mary R. Ashwood pod tytułem The Twelfth Grade Devil.